# Fjäle, Ala

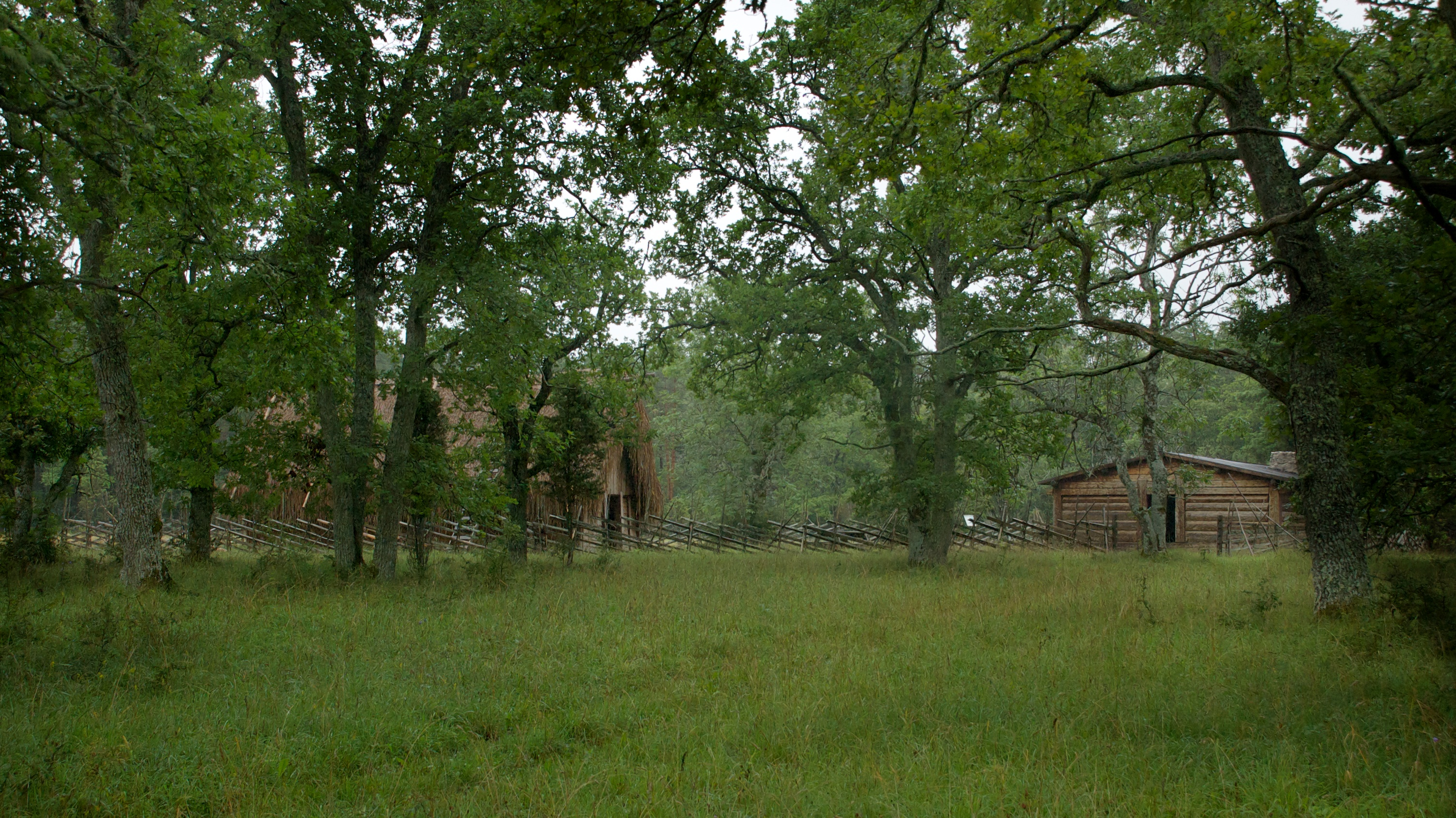
Rekonstruerade hus

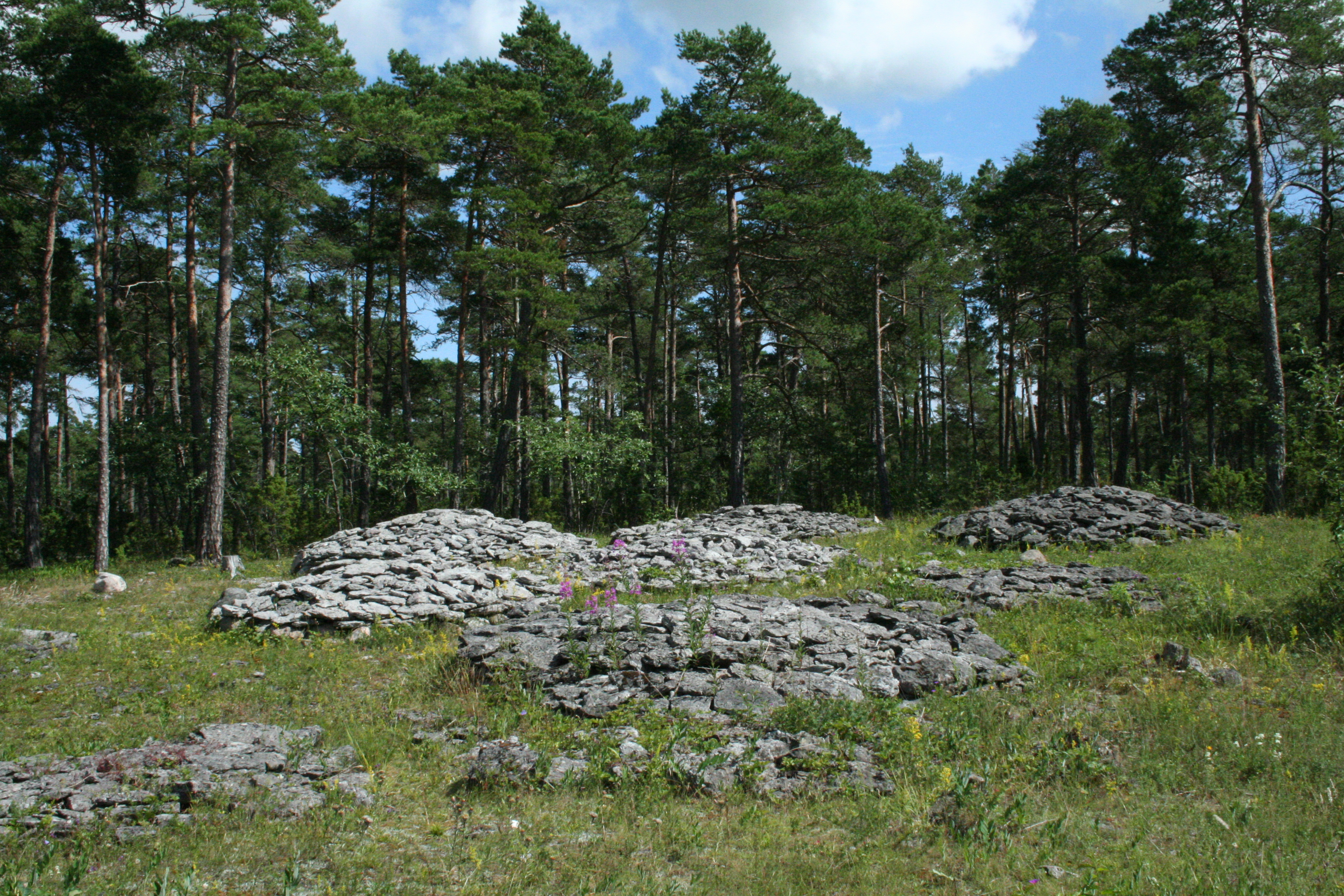
Gårdsgravfältet i Fjäle på Gotland

Fjäle är en ödegård och ett fornlämningsområde i Ala socken på Gotland, omkring 3 kilometer söder om Ala kyrka.
Fornlämningarna vid Fjäle ödegård upptäcktes i början av 1970-talet och blev arkeologiskt utgrävda 1976–1986 och bebyggelse från yngre järnålder och tidig medeltid har påträffats. Den äldsta bebyggelsen härrör från romersk järnålder. Den verkar ha övergivits i slutet av 500-talet men i början av 600-talet ersatts av en ny bebyggelse ett hundratal meter norr om det äldre boplatsläget. Det yngsta huset en bit söder därom härrör från medeltiden.
Idag kan husgrunder, brunnar, fornåkrar och hägnadsmurar beskådas på platsen. Gården övergavs på 1300- eller 1400-talet, vilket har inneburit att resterna av äldre bebyggelse lämnats förvånansvärt orörda och möjliggjort ett totalt studium av ett mycket gammalt och vackert kulturlandskap. Grunderna av den medeltida gården är markerade på den gamla gårdsplanen och en rekonstruktion av bebyggelsen är uppförd i kanten av de gamla inmarkerna. Rekonstruktionen består av fähus och bostadshus; det senare benämns Fjälebysens hus och är indelat i en förstuga och en storstuga med eldstad.
Gårdens namn finns inte belagt i några källor men eftersom husen ligger vid Fjäle äng och Fjäle myr finns skäl att anta att gården hetat Fjäle. På skattläggningskartan från 1700 kallas en av huslämningarna "Rudra effter Fiähle Büsses huus". Fjälebysen var enligt lokal sägentradition en rik och högfärdig bonde som lät slå ihjäl prästen i kyrkan för att han börjat gudstjänsten innan Fjälebysen kommit till kyrkan och därför vid sin död begravdes på kyrkogårdens norrsida.
Omkring 300 meter söder om bebyggelsen ligger ett gravfält med 35 runda stensättningar där gårdens invånare har begravts. Gravfältet ligger i norra delen av Mallgårds haids naturreservat som upptas av hällmarksvegetation med bland annat den sällsynta alvarstånds.
Landskapet runt ödegården har ängskaraktär med en rik blomsterprakt under vår och sommar. Området ligger mycket isolerat och upplevs som en oas i den omgivande barrskogen. Ängen benämns Fjäle ängar och genom området löper en kulturstig.

## Fotnoter
1. 1 2 3  Vägen till kulturen på Gotland, Gotländskt arkiv 1987 s. 145.
2. ↑   Med arkeologen Sverige runt. Bokförlaget Forum. 1987. ISBN 91-37-09153-0
3. ↑  FMIS 47:1 - Riksantikvarieämbetet.
4. ↑  FMIS 48:1 - Riksantikvarieämbetet.
5. ↑  FMIS 51:1 - Riksantikvarieämbetet.
6. ↑  FMIS 53:1 - Riksantikvarieämbetet.
7. ↑  FMIS 97:1 - Riksantikvarieämbetet.
8. ↑  FMIS 98:1 - Riksantikvarieämbetet.
9. ↑  FMIS 106:1 - Riksantikvarieämbetet.
10. ↑  FMIS 107:1 - Riksantikvarieämbetet.
11. ↑  FMIS 116:1 - Riksantikvarieämbetet.
12. ↑  FMIS 117:1 - Riksantikvarieämbetet.
13. ↑  FMIS 181:1 -  Riksantikvarieämbetet.